# Hirtodrosophila subgilva
Hirtodrosophila subgilva är en tvåvingeart som först beskrevs av Burla 1956.  Hirtodrosophila subgilva ingår i släktet Hirtodrosophila och familjen daggflugor. Inga underarter finns listade i Catalogue of Life.